# Улица Мира (Санкт-Петербург)
У́лица Ми́ра — улица в Петроградском районе Санкт-Петербурга. Проходит от Кронверкской улицы до улицы Чапаева.

## История
С 1730-х гг. здесь находилась слобода торговцев и ремесленников — «посадских людей», и Комиссия о Санкт-Петербургском строении предполагала назвать эту улицу 3-й Посадской. Однако это название не употреблялось, а улица с 1760-х гг. известна под названиями Большая Ружейная или Большая Оружейная — по Оружейному двору, построенному поблизости ещё в начале XVIII века. Кроме неё, здесь пролегали ещё две Малые Оружейные и Наличная Оружейная. Они, однако, не сохранились, и прилагательное «Большая» с середины XIX века употребляется всё реже, улица становится просто Ружейной.
В первой половине XIX века бытовали и другие названия этой улицы — 1-я Монетная, Монетная и Палачёва, первые два из которых связаны с тем, что в то время здесь селились работники Монетного двора (сохранились названия близлежащих Малой и Большой Монетной).
17 ноября 1918 года Ружейную улицу переименовали в улицу Мира «в знак миролюбивой политики молодого Советского государства».
Кроме этого, в Ленинграде также существовала и другая улица Мира в Красносельском районе в Сосновой Поляне. В 90-е года её название исчезло с домов расположенных по ней, а в 2002 г. её переименовали в Новобелицкую, затем в 2006 г. в Новобелецкую.

## Достопримечательности и городские объекты

### От Кронверкской улицы до Австрийской площади

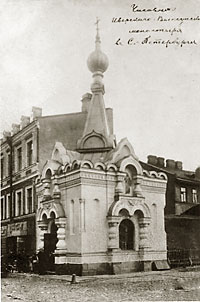
Утраченная часовня у дома № 5

- Дом № 1 / Кронверкская улица, 9: правая часть — доходный дом Т. А. Мироновой, гражданский инженер П. Н. Батуев, модерн, 1910 год; левая часть — доходный дом, перестроенный с включением ранее существовавшего дома по проекту архитектора Василия Константиновича Вейса.
- Дом № 2 / Кронверкская ул., 11 — доходный дом Г. Ф. Киселева, построен в 1900 году по проекту Константина Ивановича Никифорова. Во время войны дом пробил артиллерийский снаряд, но не взорвался. Несколько десятилетий на первом этаже располагался известный магазин «Юбилейный» кондитерской фабрики «Невские берега», закрытый в 2010 г.
- Дома № 3, 3а — здесь с 1883 года были механическо-слесарные мастерские А. Е. Боссе, построенные по проекту архитектора Августа Ивановича Аккермана, а с 1893 года — корпуса «словолитни» Ф. Ф. Киббеля, занимавшей участок отсюда до Кронверкской улицы. В 1913 году они были перестроены архитектором-художником О. Л. Игнатовичем. Дом 3 — бывший конторский корпус. Типография и картонная фабрика Киббеля до революции насчитывали свыше 350 работников. В 1950-м производство переименовали в «Фабрику офсетной печати № 2». В 1990-х она была закрыта в связи с сокращением производства[3].
- Дом № 4 — средняя школа № 86, построенная по типовому проекту В. О. Мунца и А. А. Лободы в 1938 году (сталинская архитектура). В период блокады в здании был расположен госпиталь. С 1944 до 1954 г. школа была женской[4].
- Трёхэтажный дом № 5 — бывший «Русский базар» купца и филантропа, потомственного почётного гражданина Санкт-Петербурга Георгия Александровича Александрова. Построен по проекту архитектора П. М. Мульханова в 1900-е. К зданию примыкала построенная в 1908—1910 гг. в русском стиле (также по проекту П. М. Мульханова на средства Г. А. Александрова) часовня Иверской иконы Божией матери при подворье Иверского женского монастыря в городе Выксе Нижегородской губернии (закрыта в 1923 году, впоследствии снесена)[5]. Летом 2010 года началась реконструкция и сохранившегося здания по заказу компания «Тектоникс», которая решила приспособить строение под бизнес-центр[6].
- Дом № 6 — жилой дом, архитектор Ф. Д. Павлов, 1913 год, стиль модерн (стиль пострадал после демонтажа балконов в 2000-х). На фасаде — мемориальная доска: «В этом доме жили с 1936 по 1941 г. выдающиеся кинематографисты, педагоги, народные артисты СССР — Сергей Апполинариевич Герасимов и Тамара Федоровна Макарова.»
- Дом № 7 — доходный дом И. И. Шилова под литерами «А, Б, В, Г», между которыми расположена детская площадка и сквер с фонтаном. Дом под литерой «А» построен в 1880 году по проекту архитектора Соловьева Григория Алексеевича[7]. В этом доме одно время проживала известная советская и российская актриса театра и кино Зоя Акимовна Виноградова, также здесь находилась мастерская художника и фотографа Александра Константиновича Корнилова. Дом под литерой «Б», построен в 1880 году по проекту инженера-архитектора В. Ф. Пруссака. Был жилым домом владельца Ивана Ивановича Шилова и его потомков[8]. Дом под литерой «В» построен в 1893 по проекту архитектора Василия Ивановича Фрейберга[9]. Дом под литерой «Г» построен в 1891 по проекту архитектора В. М. Елкашева[10]. Лицевой дом стоявший на месте детской площадки и сквера с фонтаном не сохранился[10]. В 1912—1917 годах в одном из домов находилось, известное в то время в России книгоиздательство «Круг самообразования». Здесь были заочные общедоступные курсы бухгалтерии и коммерции. Желающие «красиво, скоро и грамотно» писать могли приобрести книги по каллиграфии, правописанию, стенографии. Эти издания сопровождались справочником, как поступить на службу в казенные и частные учреждения. Ещё там размещались, книжный магазин военного издательства «В. Р. Белокуров», а также лечебница болезней зубов и полости рта А. Н. Меерович.
- На месте дома № 8 раньше было здание женской профессиональной школы С. П. фон Дервиза, построенное 1888—1889 годах по проекту академика архитектуры А. Ф. Красовского. Здание неоднократно перестраивалось, в том числе в 1960-е — капитально. Теперь в нём расположен Институт радиационной гигиены имени профессора П. В. Рамзаева[11]. Табло на фасаде показывает текущее время, температуру воздуха и уровень радиации.
- Дом № 9 — жилой дом, архитектор И. И. Долгинов, 1911 год.

### Австрийская площадь
На пересечении с Каменноостровским проспектом находится архитектурный ансамбль Австрийской площади — одна из достопримечательностей Петроградской стороны. Его здания числятся по улице Мира — это дома № 10, 11, 12, 13.

### От Австрийской площади до улицы Чапаева
- Дом 14 — корпуса НИИ эпидемиологии и микробиологии имени Пастера (это единственный институт имени Пастера в России, создан в 1923 г[12].). Автор нового корпуса — архитектор Эльза Николаевна Юшманова, 1985—1989. На фасаде — мемориальная доска в честь Луи Пастера (1972, арх. Милорадович Т. Н., скульптор Лазарев Л. К., гранит, бронза).
- Дом 15 — бывшее здание Военно-окружного совета и Окружного интендантского управления, классицизм, 1990-е. В советское время — курсы ПВО (с 1928 г.), затем зенитно-артиллерийское техническое училище, с 1973 года — Ленинградское высшее зенитное ракетное командное училище. С 2001 года — ФГУП «ГУ специального строительства по территории Северо-Западного федерального округа».  7831426000
- Дом 16 — бывший доходный дом (1900, арх. М. И. Сегаль). В здании расположен медицинский центр «Бехтерев».
- Дом 18 — бывший Училищный дом им. А. С. Пушкина (1905—1907, арх. И. И. Яковлев), ныне средняя школа № 80 с углублённым изучением английского языка.
- Дом 21 / Малая Монетная улица, д. 5 / Дивенская улица, д. 14 — бывший доходный дом Е. В. Васильева, автор проекта — техник Дмитрий Давыдович Смирнов, 1912—1913.  7831428000
- Дом 24 — Бывший доходный дом постройки 1910 года
- Дом 25 на углу с Певческим переулком построен в 1912 году по проекту И. А. Претро в стиле неоклассицизма.
- За домом 25 между улицей Мира и Большой Посадской ул. расположен трамвайный парк № 3 (ранее имени К. Н. Блохина).
- Дома 26 и 38 — классический естественно-научный лицей № 82 (ранее средняя школа № 82, в 1944—1954 гг. — мужская средняя школа). Дом 26 — старшая школа, дом 38 — начальная школа. Профиль: гуманитарный, экономический, химико-биологический, спортивно-валеологический[13].
- Дом 34 — Балтийское информационное агентство.
- Дом 37 — ЖК «Мироздание» (застройщик компания Setl Group).

## Галерея

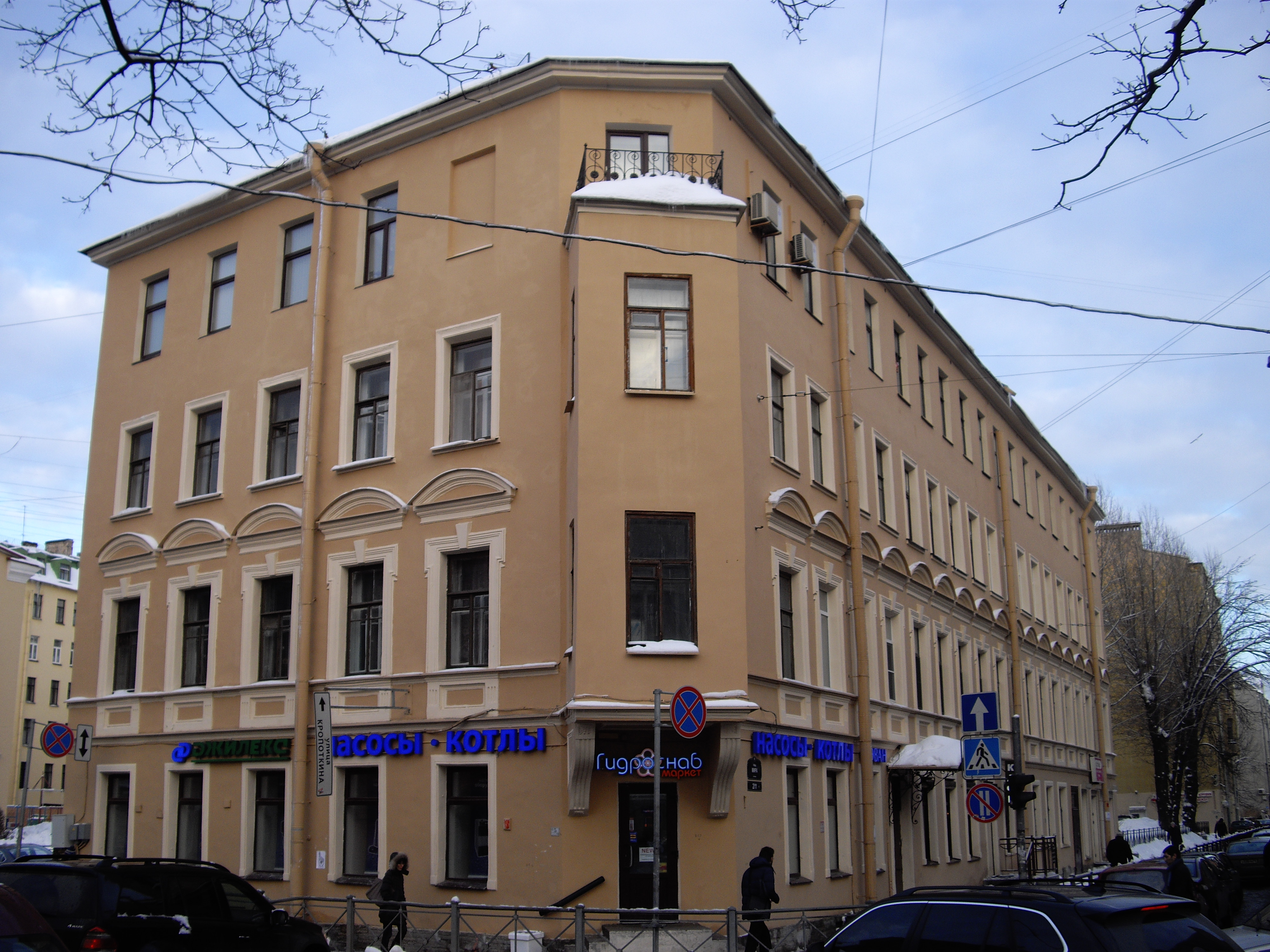
Дом № 2/11 на углу Мира и Кронверкской
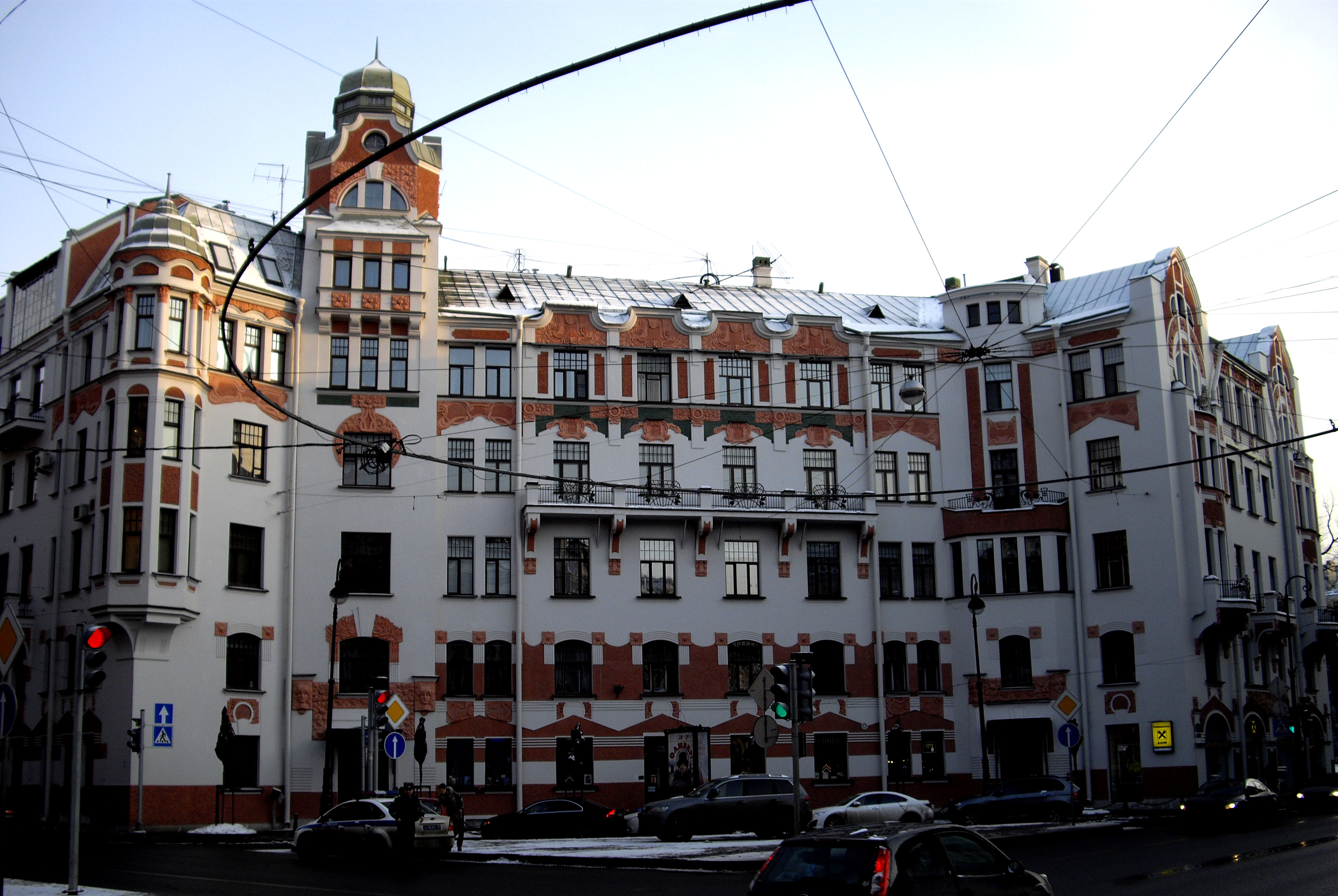
Дом № 13 после реставрации фасада, выполненной в 2011 г.
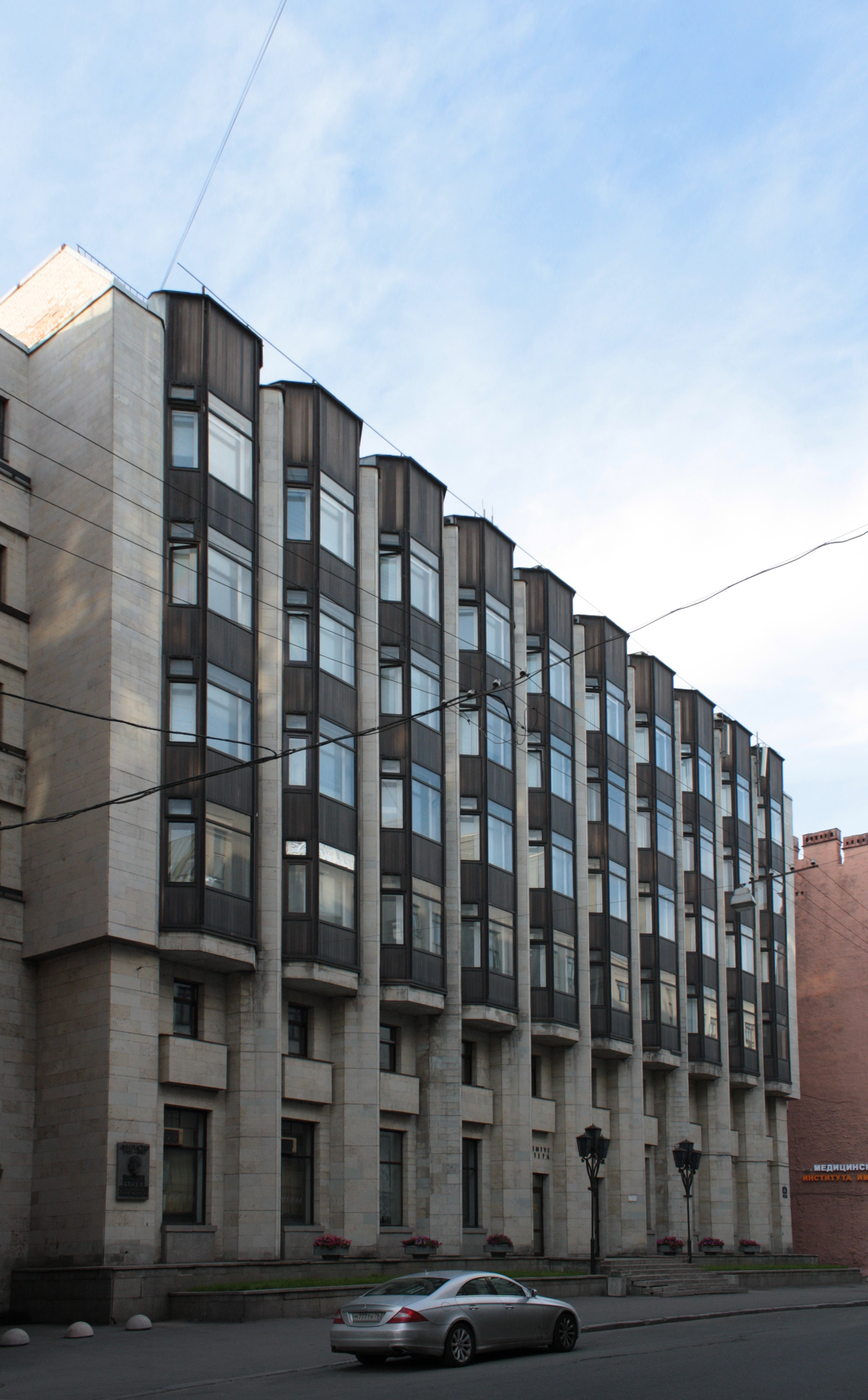
Дом № 14 (НИИ эпидемиологии и микробиологии им. Пастера)
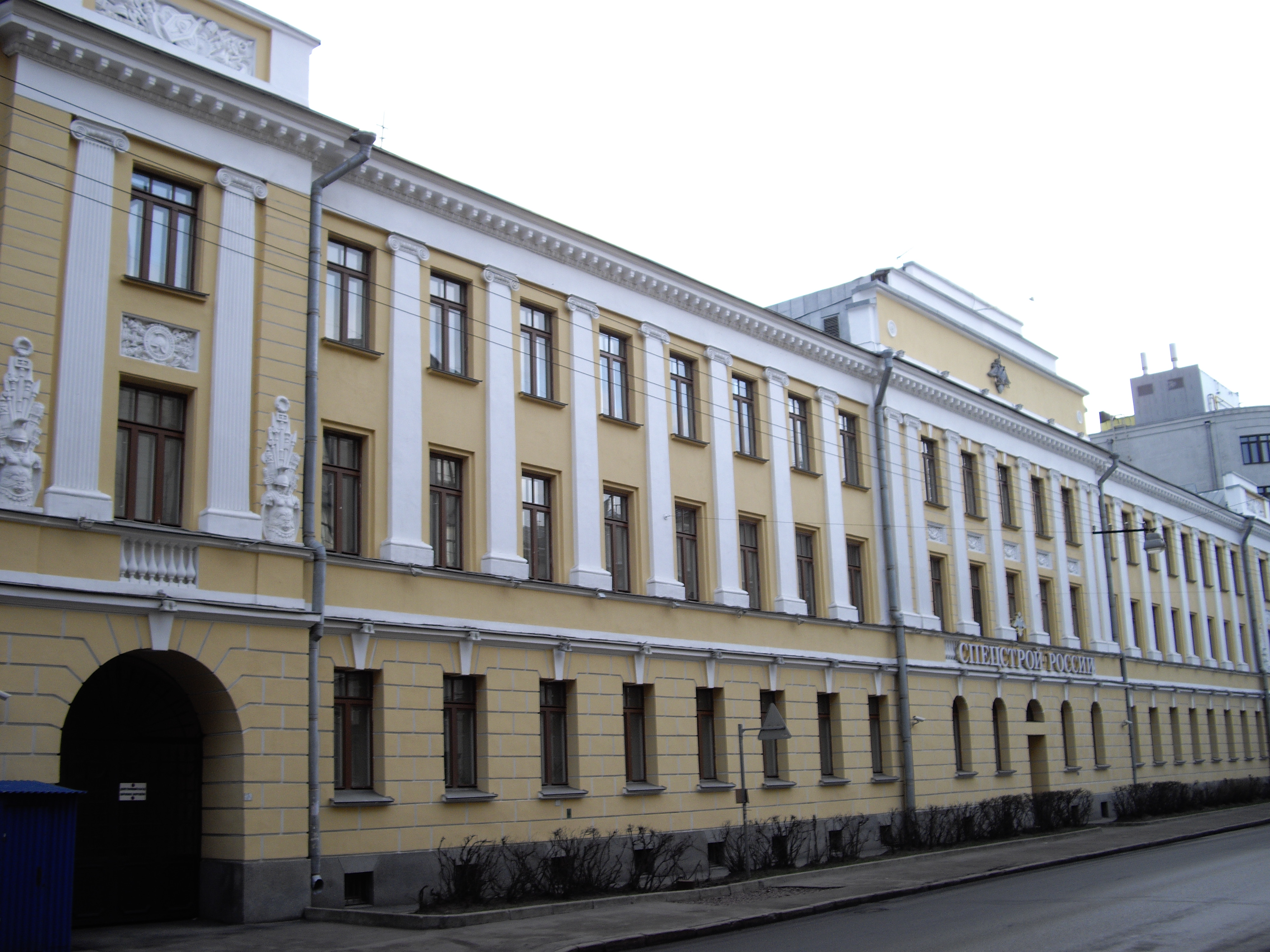
Дом № 15
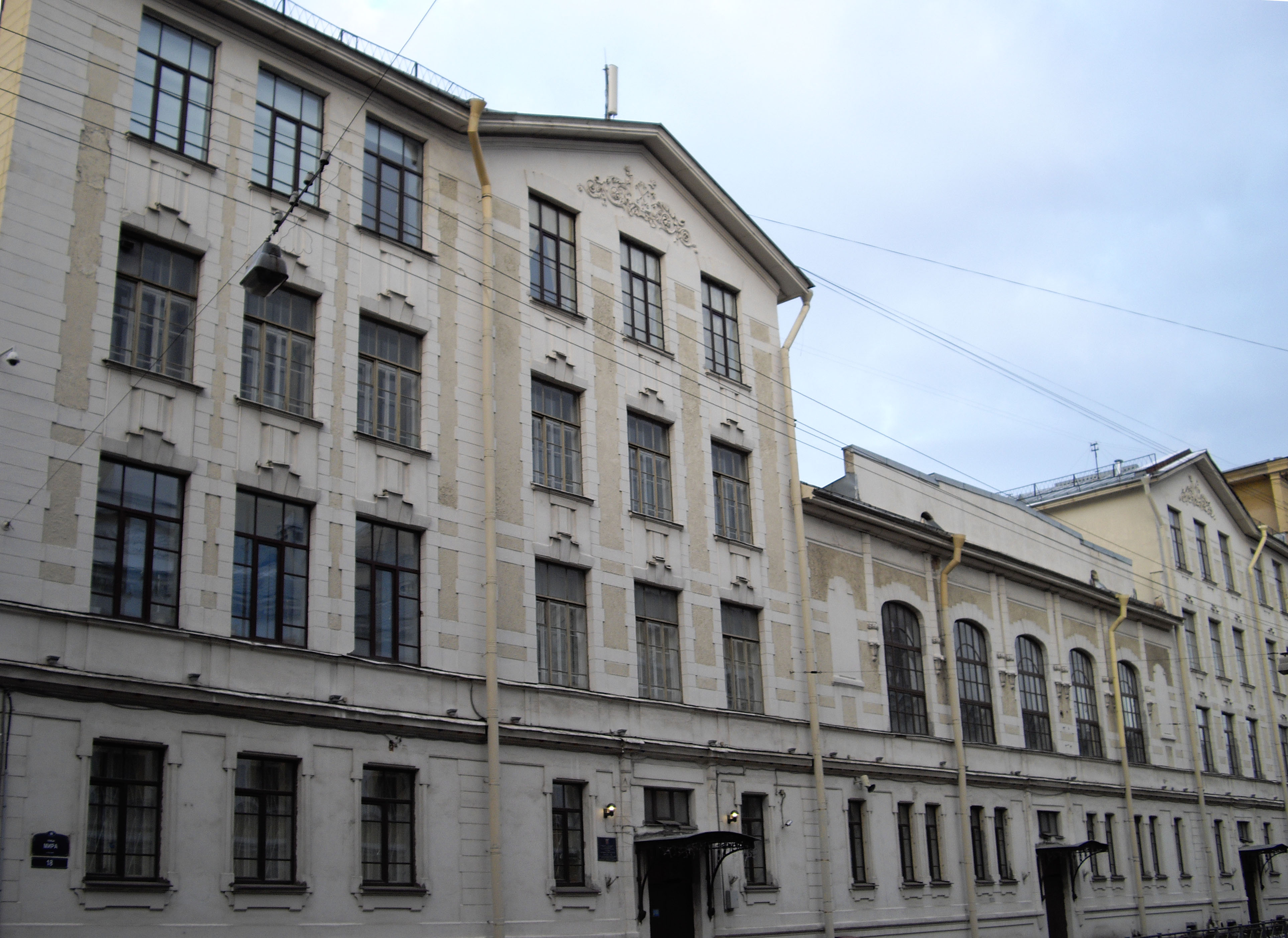
Дом № 18 (бывший Училищный дом им. А. С. Пушкина)
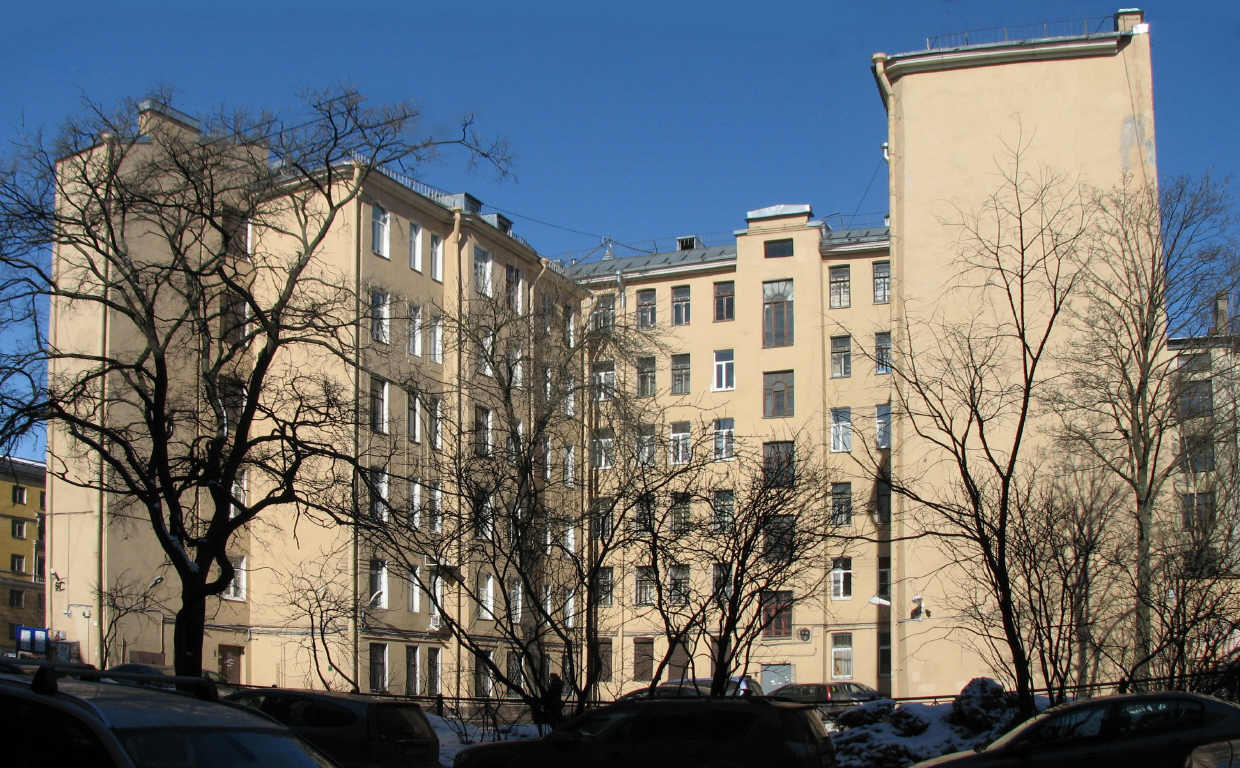
Дом № 24 — (бывший доходный дом) постройки 1910 года

## Пересечения
- Кронверкская улица
- Австрийская площадь, Каменноостровский проспект
- Малая Монетная улица
- Певческий переулок
- Улица Котовского
- Улица Чапаева